# Гуро (Чад)
Гуро (фр. Gouro) — деревня в Чаде, расположенная на территории региона Борку. Входит в состав департамента Борку-Яла. Население составляют представители субэтнической группы теда народа тубу.

## География
Деревня находится в северной части Чада, в южной части Сахары, к востоку от плоскогорья Тибести, на высоте 579 метров над уровнем моря.
Гуро расположен на расстоянии приблизительно 952 километров к северо-востоку от столицы страны Нджамены.
Климат деревни характеризуется как аридный жаркий (BWh в классификации климатов Кёппена).

## Достопримечательности
К югу от деревни, в местечке Уери, имеются древние наскальные изображения, которые были впервые описаны лейтенантом французской армии Шайблингом в 1951 году.